# Stronachkogel
Stronachkogel är ett berg i Österrike.   Det ligger i distriktet Spittal an der Drau och förbundslandet Kärnten, i den centrala delen av landet, 300 km sydväst om huvudstaden Wien. Toppen på Stronachkogel är 1 831 meter över havet, eller 345 meter över den omgivande terrängen. Bredden vid basen är 2,3 km.
Terrängen runt Stronachkogel är mycket bergig. Närmaste större samhälle är Lienz, 8,5 km väster om Stronachkogel. 
I omgivningarna runt Stronachkogel växer i huvudsak blandskog. Runt Stronachkogel är det ganska glesbefolkat, med 27 invånare per kvadratkilometer.